# Georges Laouénan
Pour les articles homonymes, voir Laouenan (homonymie).
Georges Laouénan, né le 11 août 1920 à Saint-Pierre-Quilbignon dans le Finistère, mort le 12 septembre 1987 à Toulon, est un officier des Forces françaises libres pendant la Seconde Guerre mondiale. Il s'illustre notamment pendant la campagne d'Italie puis la bataille des Vosges et termine sa carrière comme colonel. Il est Compagnon de la Libération.

## Biographie
Georges Laouénan naît à Saint-Pierre-Quilbignon dans le Finistère le 11 août 1920. Il est le fils d'un officier marinier.
Pendant la Seconde Guerre mondiale, Georges Laouénan est en classe préparatoire aux grandes écoles en juin 1940 lorsqu'il refuse la défaite et s'embarque dès le 18 juin 1940 sur le Meknès pour l'Angleterre et arrive le 19 juin à Southampton. Il s'engage le 1er juillet 1940 dans les Forces françaises libres.
Il réussit à partir de novembre 1940 le cours d'élève-officier à Camberley et en sort aspirant. Il part en décembre 1941 rejoindre en Syrie la 1re brigade française libre commandée par le général Kœnig.
Nommé chef de section de mitrailleuses, il participe à la campagne de Libye puis à la campagne de Tunisie. Lors de la campagne d'Italie, il se distingue du 21 au 24 mai 1944 pour l'élan qu'il donne à sa section de mitrailleuses malgré les pertes subies et les tirs ennemis ; il est pour cela cité à l'ordre du corps d'armée.
Laouénan participe ensuite aux opérations de la campagne de France pour la libération du territoire. Lors de la bataille des Vosges, faisant l'admiration à la tête de sa section, il permet le 5 novembre 1944 à une compagnie de voltigeurs de redresser leur situation. Pendant la sortie de Rossfeld le 13 janvier 1945, il neutralise avec ses mitrailleuses la résistance ennemie et permet le passage de la colonne française en persévérant malgré les tirs ennemis et sa propre commotion par un éclat d'obus. Dix jours plus tard, lors d'une contre-attaque allemande pour reprendre un village, il organise avec succès la défense du nord-est du village et fait plusieurs prisonniers. En avril suivant, alors lieutenant, il commande une compagnie de mitrailleuses et la dirige au combat dans les Alpes et avril et en mai 1945. Il est créé Compagnon de la Libération par le décret du 18 janvier 1946.
Après la guerre, il choisit de continuer la carrière militaire, est nommé en Indochine en mars 1946 puis au Maroc en octobre 1947. Capitaine en 1948, il est affecté à Madagascar puis au 151e régiment d'infanterie de marine. En 1959, il est chef de bataillon, nommé professeur à l'École d'application du Génie. Il sert ensuite en Algérie, au 2e régiment étranger d'infanterie.
Nommé lieutenant-colonel en 1968, Georges Laouénan sert au 94e régiment d'infanterie de marine puis est promu colonel à la fin de sa carrière.
Il meurt le 12 septembre 1987 à Toulon. Il est enterré au cimetière central de Toulon.

## Hommages et distinctions
- Officier de la Légion d'honneur
- Compagnon de la Libération par décret du 18 janvier 1946[3]
- Croix de guerre 1939–1945 avec trois citations
- Croix de guerre des Théâtres d'opérations extérieurs avec deux citations
- Croix de la Valeur militaire
- Médaille coloniale avec agrafes « Libye », « Tunisie », « Extrême-Orient »
- Croix du combattant volontaire de la guerre de 1939–1945
- Croix du combattant volontaire de la Résistance
- Officier du Nichan Iftikhar